# Vriesea williamsii
Vriesea williamsii är en gräsväxtart som beskrevs av Lyman Bradford Smith. Vriesea williamsii ingår i släktet Vriesea och familjen Bromeliaceae. Inga underarter finns listade i Catalogue of Life.